# Henry Jones (advogado)
Henry Jones (falecido em 1592) foi um advogado e clérigo galês.

## Vida
Jones foi educado na Universidade de Oxford, tornando-se Fellow do All Souls College em 1546 e obtendo os diplomas de BCL (1549) e DCL (1552). Ele tornou-se membro do Doctors' Commons em 1552 e, em 1554, tornou-se reitor de Llanrwst. Em 1560, ele foi nomeado cónego de São Asaph e foi reitor de Llansannan de 1561 a 1592. Em 1558 – 1559, ele foi Membro do Parlamento por Hindon em Wiltshire. Ele tinha uma grande reputação como advogado e foi um dos advogados consultados por Elizabeth I sobre se o bispo escocês John Leslie poderia ser julgado em tribunais ingleses pelas suas atividades enquanto servia como embaixador da rainha escocesa. Ele morreu em fevereiro de 1592 e foi enterrado em St Benet's, Paul's Wharf, Londres.